# 3-Aminopropionitril
3-Aminopropionitril ist eine chemische Verbindung aus der Gruppe der Nitrile.

## Vorkommen
3-Aminopropionitril kommt natürlich in einigen Lathyrus-Arten (Leguminosae) vor, insbesondere in den Samen der Zuckererbse (L. odoratus).

## Gewinnung und Darstellung
3-Aminopropionitril kann durch Reaktion von Ammoniak mit Acrylnitril oder Bis(2-cyanoethyl)ether gewonnen werden.

## Eigenschaften
3-Aminopropionitril ist eine hellgelbe Flüssigkeit, die wasserlöslich ist. Das technische Produkt kommt stabilisiert mit Kaliumcarbonat in den Handel. Mit basischen Katalysatoren wie Natrium-sec-butoxid in organischen Lösungsmitteln kann die Verbindung zu Polyamidin polymerisiert werden.

## Verwendung
3-Aminopropionitril wird für die organische Synthese und als pharmazeutisches Zwischenprodukt für die Herstellung von β-Alanin und Pantothensäure verwendet.

## Externe Links zu erwähnten Verbindungen
1. ↑  Externe Identifikatoren von bzw. Datenbank-Links zu Bis(2-cyanoethyl) ether:  CAS-Nr.: 1656-48-0, EG-Nr.: 216-750-9, ECHA-InfoCard: 100.015.229, GESTIS: 39040, PubChem: 15452, ChemSpider: 14704, Wikidata: Q27291049.
2. ↑  Externe Identifikatoren von bzw. Datenbank-Links zu Natrium-sec-butoxid:  CAS-Nr.: 7726-51-4, PubChem: 23663649, Wikidata: Q82991119.